# Dróttkvætt
 Denne artikel bør gennemlæses af en person med fagkendskab for at sikre den faglige korrekthed.

Dróttkvætt (dróttkvæðr háttr, 'drotkvædet versemål') 
er det oldnordiske versemål, der ansås for at være det ypperste, og som især blev anvendt til
høvdingedigte og lignende kvad, draper.
Drotkvædet betyder det versemål, der anvendtes i de for drótt, det vil sige hirden eller krigerskaren, fremsagte digte.
En strofe i dróttkvætt bestod af otte linjer på seks stavelser eller flere ved opløsning af en lang stavelse: − = U − 
Hvert linjepar var indbyrdes forbundet med tre rimbogstaver, to i den første, en i begyndelsen af den sidste linje (stuðlar, 'støttestave', höfuðstafr, 'hovedstav'), jævnfør allitteration. 
Foruden disse rimstave skulle enhver linje have to rimstavelser (hendingar),
der enten dannede halvrim eller helrim med hinanden. 
Halvrim findes som regel i de ulige, helrim skulle stå i de lige linjer. 
Et halvvers i fuldt udviklet drotkvædet versemål kunne se således ud
- i oversættelse af Carl Rosenberg (1829-1885):
Tit gjordes Tiden ved jeg
tung for Kvinden den unge;
tungere tror jeg og længer
traar dog Manden ad aare 
Dette system har efterhånden udviklet sig;
de ældste digte (Brage Boddasons) er endnu ikke så
fuldkomne, hvad rimstavelserne angår. 
Strengt taget er de heller ikke nødvendige til at
versemålet kan kaldes drotkvædet. Fra ca. 900
er det som her beskrevet.